# Formotensha
Formotensha is een geslacht van vlinders van de familie tandvlinders (Notodontidae).

## Soorten
- F. acuminata Matsumura, 1929
- F. basalina Gaede, 1930
- F. basalis Moore, 1879
- F. kezukai Nakamura, 1973
- F. marginalis Matsumura, 1925